# Рыженков, Владимир Ильич
Владимир Ильич Рыженков (27 августа 1948, Приднепровская — 14 августа 2011, Москва) — советский тяжелоатлет, двукратный чемпион СССР (1973, 1974), двукратный чемпион Европы (1973, 1974), чемпион мира (1973), двенадцатикратный рекордсмен мира и СССР в среднем весе. Заслуженный мастер спорта СССР (1973).

## Биография
Родился 27 августа 1948 года на станции Приднепровская Смоленской области. Начал заниматься тяжёлой атлетикой в Москве у Геннадия Царёва. С 1965 года тренировался под руководством Владимира Пушкарёва.
Наиболее значимых результатов добивался в 1973—1974 годах, когда заявил о себе как о сильнейшем средневесе мира. В 1973 году выиграл чемпионат СССР, чемпионат Европы и чемпионат мира, побил мировые рекорды в рывке, толчке и сумме двоеборья.
В 1974 году был близок к повторению подобного успеха. После победы на чемпионате СССР и чемпионате Европы, принял участие в чемпионате мира в Маниле. Уже выиграв соревнования в рывке, пошёл на установление нового мирового рекорда, но выполняя эту попытку получил тяжёлую травму локтевого сустава и уронил штангу на голову, что не позволило ему продолжить выступление. В дальнейшем так и не смог полностью восстановиться и был вынужден завершить свою спортивную карьеру.
В 1977—1991 годах работал тренером в ВФСО «Динамо». С конца 1990-х годов входил в руководство Федерации тяжёлой атлетики Москвы, где курировал ветеранское движение. С 2007 по 2010 год работал в Центре физической культуры и спорта Северного административного округа города Москвы.
Умер 14 августа 2011 года. Похоронен на Химкинском кладбище.
В 2012 году в московском спортивном клубе «Гриф» был проведён турнир по тяжёлой атлетике, посвящённый памяти Владимира Рыженкова.